# الصلاحية (ناحية)
ناحية الصلاحية هي إحدى النواحي التابعة لقضاء الشامية يحدها من الشمال ناحية المهناوية وتبعد 3 كم ومن الجنوب قضاء الشامية وتبعد عنه 10 كم ومن الشرق ناحية الشافعية وتبعد 15 كم ومن الغرب ناحية العباسية التابعة إداريا لمحافظة النجف 20 كم. وهي ناحية زراعية بامتياز تزرع فيها محاصيل الحبوب وبشكل خاص محصولي الرز العنبر والحنطة إضافة إلى التمور. يسكنها العناكشة والعوابد والحجام .

## التاريخ
سميت هذه الناحية بهذا الاسم لكثرة دواوين الصلح التي كانت تعقد فيها بين العشائر المتحاربة ويعيش في الناحية.
الصلاحية من أقدم النواحي في الديوانية إذ تأسست في العهد العثماني سنة 1857م وكان يرأسها (رشيد أغا). وفي عام (1922) أصبحت وحدة إدارية وسميت بـ (الصلاحية) لكثرة دواوين الصلح فيها. كما تضم عددا من المواقع الأثرية منها آثار (تل ساكان) وموقع آخر هو (تل الشجير) لكنها غير منقبة حالياً.

## الجغرافيا
أرض الصلاحية هي أرض رسوبية تكونت من ترسبات شط الشامية على مر السنين وقد كانت منطقة مليئة بالمستنقعات والمسطحات المائية لكنها جفت بمرور الزمن.
يحيط بناحية الصلاحية حزام من بساتين النخيل والقرى الزراعية مثل: الكريطية، ام الورد، كويسة الغربية، غريشة، آل علي، آل صعب، الغادوري، الفلاحي، أم البط.

## الوضع الاقتصادي
تعتمد ناحية الصلاحية في الأساس على الزراعة حيث تأتي الزراعة في في المرتبة الأولى للأعمال التي يزاولها الناس وخصوصا زراعة «الشلب صيفاً» و«الحنطة والشعير شتاءً» إضافة إلى زراعة الفواكه والخضروات إلا أن الناحية تشكو شأنها شأن بقية مدن العراق الزراعية من الإهمال في الواقع الزراعي.

## الموقع
تحدها من الشمال ناحية المهناوية بمسافة (3) كم ومن الجنوب قضاء الشامية بمسافة (10) كم ومن الشرق حدود ناحية الشافعية بمسافة (15) كم ومن الغرب محافظة النجف بمسافة (30) كم.